# チェナーテ・ソット
チェナーテ・ソット（伊: Cenate Sotto ( 音声ファイル)）は、イタリア共和国ロンバルディア州ベルガモ県にある、人口約3,900人の基礎自治体（コムーネ）。

## 地理

### 位置・広がり
ベルガモ県中部のコムーネ。県都ベルガモから東へ11km、ブレシアから西北西へ35km、州都ミラノから東北東へ56kmの距離にある。

#### 隣接コムーネ
隣接するコムーネは以下の通り。
- チェナーテ・ソプラ
- サン・パオロ・ダルゴーン
- スカンツォロシャーテ
- トッレ・デ・ロヴェーリ
- トレスコーレ・バルネアーリオ

### 地震分類
イタリアの地震リスク階級 (it) では、3 に分類される
。